# Arendonk
Arendonk là một đô thị ở tỉnh Antwerp. The municipality comprises only the town of Arendonk proper. Tại thời điểm ngày 1 tháng 1 năm 2006, Arendonk có dân số 12.215 người. Tổng diện tích là 55,38 km² với mật độ dân số là 221 người trên mỗi km².

## Công dân nổi bật
- Rik Van Steenbergen